# Grande Prêmio da Áustria de 1997
Resultados do Grande Prêmio da Áustria de Fórmula 1 realizado em A1-Ring em 21 de setembro de 1997. Décima quarta etapa do campeonato, foi vencido pelo canadense Jacques Villeneuve, da Williams-Renault, com David Coulthard em segundo pela McLaren-Mercedes e Heinz-Harald Frentzen em terceiro pela Williams-Renault.

## Resumo
Primeira corrida de Fórmula 1 na Áustria desde 1987 ainda no antigo traçado de Österreichring.

## Classificação da prova

### Treino oficial
| Pos.                      | Nº | Piloto                | Construtor        | Tempo    | Diferença |
| ------------------------- | -- | --------------------- | ----------------- | -------- | --------- |
| 1                         | 3  | Jacques Villeneuve    | Williams-Renault  | 1:10.304 |           |
| 2                         | 9  | Mika Häkkinen         | McLaren-Mercedes  | 1:10.398 | + 0.094   |
| 3                         | 14 | Jarno Trulli          | Prost-Mugen/Honda | 1:10.511 | + 0.207   |
| 4                         | 4  | Heinz-Harald Frentzen | Williams-Renault  | 1:10.670 | + 0.366   |
| 5                         | 22 | Rubens Barrichello    | Stewart-Ford      | 1:10.700 | + 0.396   |
| 6                         | 23 | Jan Magnussen         | Stewart-Ford      | 1:10.893 | + 0.589   |
| 7                         | 1  | Damon Hill            | Arrows-Yamaha     | 1:11.025 | + 0.721   |
| 8                         | 6  | Eddie Irvine          | Ferrari           | 1:11.051 | + 0.747   |
| 9                         | 5  | Michael Schumacher    | Ferrari           | 1:11.056 | + 0.752   |
| 10                        | 10 | David Coulthard       | McLaren-Mercedes  | 1:11.076 | + 0.772   |
| 11                        | 11 | Ralf Schumacher       | Jordan-Peugeot    | 1:11.186 | + 0.882   |
| 12                        | 16 | Johnny Herbert        | Sauber-Petronas   | 1:11.210 | + 0.906   |
| 13                        | 17 | Gianni Morbidelli     | Sauber-Petronas   | 1:11.261 | + 0.957   |
| 14                        | 12 | Giancarlo Fisichella  | Jordan-Peugeot    | 1:11.299 | + 0.995   |
| 15                        | 7  | Jean Alesi            | Benetton-Renault  | 1:11.382 | + 1.078   |
| 16                        | 15 | Shinji Nakano         | Prost-Mugen/Honda | 1:11.596 | + 1.292   |
| 17                        | 2  | Pedro Paulo Diniz     | Arrows-Yamaha     | 1:11.615 | + 1.311   |
| 18                        | 8  | Gerhard Berger        | Benetton-Renault  | 1:11.620 | + 1.316   |
| 19                        | 20 | Ukyo Katayama         | Minardi-Hart      | 1:12.036 | + 1.732   |
| 20                        | 18 | Jos Verstappen        | Tyrrell-Ford      | 1:12.230 | + 1.926   |
| EXC                       | 21 | Tarso Marques         | Minardi-Hart      | 1:12.304 | + 2.000   |
| 21                        | 19 | Mika Salo             | Tyrrell-Ford      | 1:14.246 | + 3.942   |
| Limite dos 107%: 1:15.225 |    |                       |                   |          |           |
| Fonte:                    |    |                       |                   |          |           |

### Corrida
| Pos.   | Nº | Piloto                | Construtor        | Voltas | Tempo/Diferença | Grid | Pontos |
| ------ | -- | --------------------- | ----------------- | ------ | --------------- | ---- | ------ |
| 1      | 3  | Jacques Villeneuve    | Williams-Renault  | 71     | 1:27:35.999     | 1    | 10     |
| 2      | 10 | David Coulthard       | McLaren-Mercedes  | 71     | + 2.909         | 10   | 6      |
| 3      | 4  | Heinz-Harald Frentzen | Williams-Renault  | 71     | + 3.962         | 4    | 4      |
| 4      | 12 | Giancarlo Fisichella  | Jordan-Peugeot    | 71     | + 12.127        | 14   | 3      |
| 5      | 11 | Ralf Schumacher       | Jordan-Peugeot    | 71     | + 31.859        | 11   | 2      |
| 6      | 5  | Michael Schumacher    | Ferrari           | 71     | + 33.410        | 9    | 1      |
| 7      | 1  | Damon Hill            | Arrows-Yamaha     | 71     | + 37.207        | 7    |        |
| 8      | 16 | Johnny Herbert        | Sauber-Petronas   | 71     | + 49.057        | 12   |        |
| 9      | 17 | Gianni Morbidelli     | Sauber-Petronas   | 71     | + 1:06.455      | 13   |        |
| 10     | 8  | Gerhard Berger        | Benetton-Renault  | 70     | + 1 volta       | 18   |        |
| 11     | 20 | Ukyo Katayama         | Minardi-Hart      | 69     | + 2 voltas      | 19   |        |
| 12     | 18 | Jos Verstappen        | Tyrrell-Ford      | 69     | + 2 voltas      | 20   |        |
| 13     | 2  | Pedro Paulo Diniz     | Arrows-Yamaha     | 67     | Suspensão       | 17   |        |
| 14     | 22 | Rubens Barrichello    | Stewart-Ford      | 64     | Spun Off        | 5    |        |
| Ret    | 14 | Jarno Trulli          | Prost-Mugen/Honda | 58     | Motor           | 3    |        |
| Ret    | 23 | Jan Magnussen         | Stewart-Ford      | 58     | Motor           | 6    |        |
| Ret    | 15 | Shinji Nakano         | Prost-Mugen/Honda | 57     | Motor           | 16   |        |
| Ret    | 19 | Mika Salo             | Tyrrell-Ford      | 48     | Câmbio          | 21   |        |
| Ret    | 6  | Eddie Irvine          | Ferrari           | 38     | Colisão         | 8    |        |
| Ret    | 7  | Jean Alesi            | Benetton-Renault  | 37     | Colisão         | 15   |        |
| Ret    | 9  | Mika Häkkinen         | McLaren-Mercedes  | 1      | Motor           | 2    |        |
| EXC    | 21 | Tarso Marques         | Minardi-Hart      | 0      | Excluído        |      |        |
| Fonte: |    |                       |                   |        |                 |      |        |

## Tabela do campeonato após a corrida
| Pos. | Piloto                | Pontos |
| ---- | --------------------- | ------ |
| 1    | Michael Schumacher    | 68     |
| 2    | Jacques Villeneuve    | 67     |
| 3    | Heinz-Harald Frentzen | 31     |
| 4    | David Coulthard       | 30     |
| 5    | Jean Alesi            | 28     |

| Pos. | Construtor       | Pontos |
| ---- | ---------------- | ------ |
| 1    | Williams-Renault | 98     |
| 2    | Ferrari          | 86     |
| 3    | Benetton-Renault | 53     |
| 4    | McLaren-Mercedes | 44     |
| 5    | Jordan-Peugeot   | 33     |

- Nota: Somente as primeiras cinco posições estão listadas.